# Aeroportul Brigham City
Aeroportul Brigham City (IATA: BMC, ICAO: KBMC, FAA LID: BMC) este un aeroport din Utah, Statele Unite ale Americii ce deservește zona Brigham City. Aeroportul a fost tranzitat în 2019 de 8 pasageri. A fost numit după zona deservită.
Situat la o altitudine de 1.289 m, aeroportul dispune de 1 pistă.

## Infrastructură

### Piste
Aeroportul dispune de o singură pistă. Pista 17/35 are suprafața de asfalt și dimensiunile 8.900 picioare × 100 picioare. 